# San Carlo (Sessa Aurunca)
San Carlo is een plaats (frazione) in de Italiaanse gemeente Sessa Aurunca.